# Donn Roach
Donn Mitchell Roach (né le 14 décembre 1989 à Las Vegas, Nevada, États-Unis) est un lanceur droitier de la Ligue majeure de baseball sous contrat avec les Mariners de Seattle.

## Carrière
Donn Roach est un choix de troisième ronde des Angels de Los Angeles d'Anaheim en 2010. Roach est surtout lanceur partant dans les ligues mineures. Le 3 mai 2012, alors qu'il évolue pour un club-école des Angels, Roach accompagne le joueur de deuxième but Alexi Amarista dans la transaction qu'il l'envoie aux Padres de San Diego en retour du lanceur de relève droitier Ernesto Frieri.
Roach fait ses débuts dans le baseball majeur comme lanceur de relève pour San Diego le 2 avril 2014. En 30 manches et un tiers lancées en 16 parties des Padres en 2014, Roach présente une moyenne de points mérités de 4,75 avec une victoire, sa première dans les majeures, remportée le 22 avril sur les Brewers de Milwaukee.
Le 12 novembre 2014, Roach est réclamé au ballottage par les Cubs de Chicago. Il n'apparaît que dans un seul match des Cubs au cours de la saison 2015.
En décembre 2015, il rejoint les Mariners de Seattle.